# Amaliendorf-Aalfang
Amaliendorf-Aalfang är en kommun  i Österrike. Den ligger i distriktet Gmünd i förbundslandet Niederösterreich, 120 kilometer nordväst om huvudstaden Wien. Kommunens huvudort är Amaliendorf.
Kommunen består av tre orter (Ortschaften) (inom parentes invånarantal 1 januari 2024):
- Aalfang (359)
- Amaliendorf (709)
- Falkendorf (39)